# Protivládní iniciativa
Protivládní iniciativa je označení pro volné sdružení občanů stavějících se proti směřování vlády, její politice nebo jejím krokům. Účelem takové iniciativy mohou být cíle jako odvolatelnost politiků, zákonodárné referendum a podobně. Může si však klást za cíl třeba jen demisi vlády bez dalších konkrétních cílů. Všechny tyto iniciativy nějakým způsobem bojují za změnu ve své zemi (ať už jde o přístup politiků k obyvatelstvu, boj s korupcí, snaha o zlepšení sociální péče nebo životní úrovně apod.).

## Protivládní iniciativy v České republice
V České republice se průběhem času začínala čím dál více projevovat nespokojenost se státní správou. Okolo roku 2009 začaly v Česku vznikat první silnější protivládní iniciativy.[zdroj?] Mezi prvními vznikly iniciativy "Vyměňte politiky" a později "Skutečná Demokracie Teď!". Nespokojenost lidí však stoupala jak u vlády levice,[kdy?] tak později za vlády pravice, která začala prosazovat politiku masivních škrtů, reforem a prudkého zvyšování daní. (Dle mnohých ekonomů, a to dokonce i členů tzv. NERVu, jsou tyto reformy nerozumné, nedostatečně zorganizované a mnohdy asociální.)[zdroj?] Začala vznikat nová uskupení proti vládě, v roce 2012 tedy vznikla "Holešovská výzva", které se podařilo svolat více než desetitisícovou demonstraci do Prahy. Dalším uskupením proti vládě se stala platforma "Stop Vládě", která nyní sdružuje mnoho občanských iniciativ, odborů a několik hnutí. Holešovská výzva se nejdříve transformovala v Národní radu, která taktéž sdružovala mnoho iniciativ, později se ale jak Národní rada, tak Holešovská Výzva začala rozpadat kvůli vnitřním rozporům. Začaly tak vznikat (nebo se jen odkrajovat) malé nezávislé iniciativy jako například "SKDE" (Skutečná Demokracie), "Královéhradecká Výzva", "Holešovské Hnutí 2012", "Občané 2011", "Čtvrtý Odboj", "Occupy Vyšehrad / Vyšehradská Výzva Svobodných"... Ze skupiny Skutečná demokracie teď, se také odpojila část lidí a založila "Hnutí Occupy".
Některé skupiny občanů v návaznosti na toto štěpení vznikly jako sjednocovací prvek, a snažili se nebo se ještě snaží dostat iniciativy k jednacímu stolu a dohodnout se na společných krocích proti vládě. Slibně vypadala v tomto ohledu skupina "NIO / Nezávislé Iniciativy Občanů", avšak v samotné skupině pak došlo k dělení a nyní vystupují pod jménem NIO dva subjekty handrkující se o jméno a vliv. Úspěšnost NIO a podobných skupin zatím není nijak valná.[zdroj?]
V znechucení z konání a přístupu některých iniciativ samotných založili někteří lidé z různých skupin a iniciativ novou Iniciativu "Národní Mobilizace", která se snaží předat více moci jak nad státem tak nad samotnou organizací lidem v Česku.[zdroj?]